# Arthur Weasley
Arthur Weasley (r. 6. veljače o. 1940.) imaginaran je lik iz serije romana o Harryju Potteru. On je glava obitelji Weasley i u braku je s Molly Weasley s kojom ima sedmero djece: Billa, Charlieja, Percyja, Freda, Georgea, Rona i Ginny. Vjerojatno je sin Septimusa i Cedrelle (r. Black) Weasley. To ga čini potomkom bogate aristokratske obitelji Black, ali njegova je majka razbaštinjena nakon što se udala u siromašnu čarobnjačku obitelj, koja je uz to smatrana i "krvnim izdajicama". 
Arthur je opisan kao veoma visok i mršav, što su naslijedili i njegov treći i šesti sin, Percy i Ron, dok je njegov prvi sin Bill naslijedio njegovu visinu, ali ne i građu tijela. Kao čovjek dobra srca nije najveći autoritet u obitelji; njegova supruga Molly svakako je veći autoritet od njega, a Ron se sjeća da je njegov otac samo jednom bio zaista ljutit - kad su Fred i George pokušali prevariti Rona i natjerati ga da s njima sklopi Neraskidivu zakletvu.
Arthur Weasley radi u Ministarstvu magije kao šef novoosnovanog ureda za Otkrivanje i zapljenu lažnih obrambenih čarolija i zaštitnih predmeta. Opsjednut je učenjem o bezjačkim običajima i predmetima, i odlučan u nakani da sazna kako avioni ostaju u zraku, a ima i veliku kolekciju alata, baterija i sličnih bezjačkih predmeta. Neki su čarobnjaci na Arthura dugo gledali s predrasudama zbog njegove zanesenosti bezjačkom kulturom te su ga smatrali čudnim i profesionalno mu zamjerali što je pripomoglo siromaštvu njegove obitelji. Međutim, njegovo mu je novo radno mjesto omogućilo da poboljša financijski status svoje obitelji.
Arthurov najmlađi sin Ron jedan je od najboljih prijatelja Harryja Pottera. Harry i njegova druga najbolja prijateljica Hermiona Granger vole provoditi vrijeme s obitelji Weasley koja ih je prihvatila kao svoje (neslužbene) članove.
U Harryju Potteru i Redu feniksa, gospodin Weasley član je Reda feniksa i tijekom jedne od smjena u Ministarstvu magije napadne ga Voldemortova zmija Nagini, kojom upravlja sam Voldemort. Harry, koji je s Voldemortom mentalno povezan, ima viziju u kojoj vidi što se dogodilo gospodinu Weasleyju i upozorava osoblje Hogwartsa. Gospodin Weasley spašen je u posljednjem trenutku i morao se oporavljati u Bolnici sv. Munga za magične ozljede i bolesti.

## Ostalo
- Obitelj Weasley